# Ann-Charlotte Persson
Ann-Charlotte Persson, född 15 december 1964 i Jönköping, är en svensk författare som skriver  barn- och ungdomsböcker, samt vuxenböcker. Hon debuterade 2017 med boken Den stora slottskuppen.
2020 släpptes den första vuxenromanen, Jul i Fågelkärr vars rättigheter senare sålts till Finland och Danmark. Boken nominerades även till priset  Storytel awards för bästa roman. 2023 nominerades även feelgood romanen Kvarteret Ekorren till ljudbokspriset. 
2023 släpptes Ad mortem, den första delen i en ny deckarserie skriven tillsammans med Mikael Ressem. 

## Verk
| År   | Titel                              | Förlag      | Övrigt |
| ---- | ---------------------------------- | ----------- | ------ |
| 2017 | Den stora slottskuppen             | Idus förlag | debut  |
| 2018 | Silverstolpes hämnd                | Idus förlag |        |
| 2019 | Den glömda skatten                 | Idus förlag |        |
| 2019 | Hospitalets hemlighet              | Lind & Co   |        |
| 2020 | Den gåtfulla fyren                 | Lind & Co   |        |
| 2020 | Jul i fågelkärr                    | Lind & Co   |        |
| 2021 | Sommar i fågelkärr                 | Lind & Co   |        |
| 2021 | Den gåtfulla ön                    | Lind & Co   |        |
| 2022 | Kvarteret ekorren                  | Lind & Co   |        |
| 2022 | Ishjärta                           | Lind & Co   |        |
| 2022 | Bokdrömmar i Juletid               | Lind & Co   |        |
| 2023 | Ad mortem                          | Lind & Co   |        |
| 2023 | Höst i Fågelkärr                   | Lind & Co   |        |
| 2023 | Rigor mortis                       | Lind & Co   |        |
| 2024 | Värmande nystan för frusna hjärtan | Lind & Co   |        |
| 2024 | Post morten                        | Lind & Co   |        |
| 2024 | Livor mortis                       | Lind & Co   |        |